# British racing green

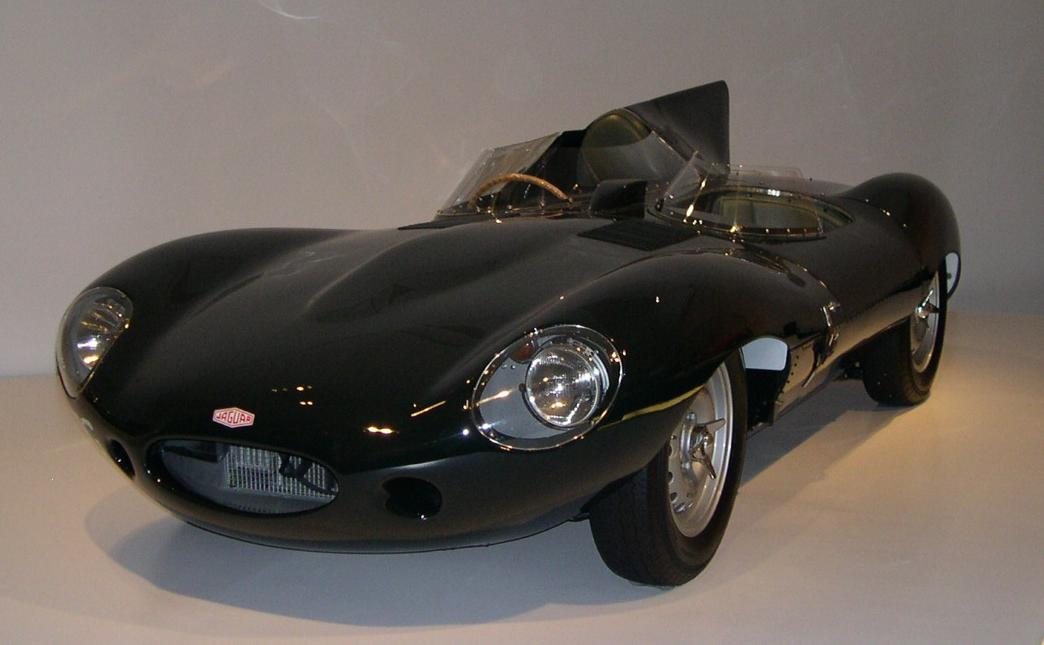
En Jaguar D-Type (XKD), lackerad i en mörk variant av British Racing Green

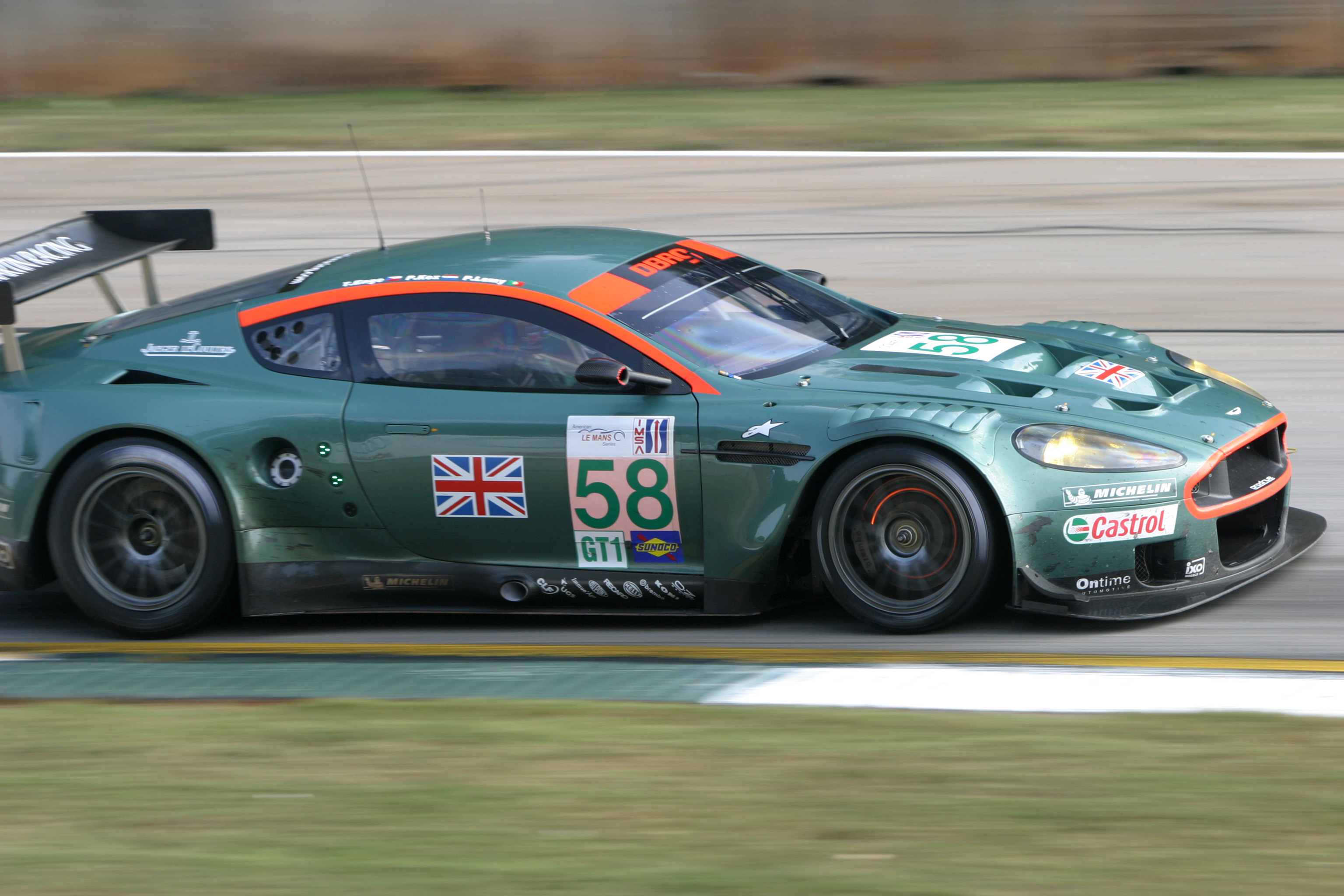
En Aston Martin DBR9 i en modern metallicvariant av en ljusare nyans av British Racing Green

British racing green ("brittisk tävlingsgrön"), på engelska ofta förkortad BRG och också kallad brunswickgrön, brooklandsgrön, jaktgrön, mossgrön eller skogsgrön, har fått sitt namn av att den är den färg som stod för Storbritannien i schemat för internationella bilsportfärger. Även om många än idag har olika uppfattningar om vad som verkligen skall räknas som british racing green, betraktas den numera normalt som ett spektrum av djupt gröna färgnyanser. 'British racing green' betydde inom motorsporten egentligen grönt i allmänhet eftersom grönt användes på brittiska bilar - dess mer specifika betydelse som en viss typ av grön har utvecklats utanför sporten.
På den tiden då man tävlade om Gordon Bennett Cup (1900-1905) föreslog greve Eliot Zborowski, fadern till den mellankrigstida racinglegenden Louis Zborowski, att de tävlande skulle tilldelas olika färger beroende på vilka länder de kom ifrån. Varje del av en tävlande bil skulle produceras i det tävlande landet och föraren skulle också vara från samma land. Varje års tävling anordnades i det land som förra årets vinnare kom ifrån. Storbritannien behövde välja en annan färg än sina vanliga nationalfärger röd, vit och blå, eftersom de färgerna redan hade tagits av Italien, Tyskland respektive Frankrike.
När Selwyn Edge vann tävlingen 1902 för Storbritannien i en Napier, bestämdes det att 1903 års tävling skulle hållas på Irland, eftersom motorracing vid denna tidpunkt var olagligt i England och motorbanan Brooklands inte öppnade förrän 4 år senare. Irland ingick också i det brittiska riket på den tiden, och för att hedra Irland som värd för tävlingen målades de brittiska Napier-bilarna irländskt gröna. Eftersom Napier redan under 1902 års tävlingar hade använt olivgrönt och hade antagit färgen som sin företagsfärg, stödde de detta beslut fullt ut. 
Från början användes de särskiljande färgerna bara i de så kallade grands épreuves, men de kodifierades senare i Code Sportif International (CSI) hos Fédération Internationale de l'Automobile (FIA) (Internationella bilsportförbundet).
I enlighet med det irländska/napierska ursprunget, var många av de tidigaste gröna nyanserna som användes på brittiska tävlingsbilar olika ljusa olivgröna, mossgröna eller smaragdgröna färger. Senare blev det emellertid vanligare med mörkare gröna nyanser. Det finns många möjliga ursprung för de mörkare nyanserna. Mörkgrönt användes som uniformsfärg för det braunschweigska kavalleriet i Tyskland och senare av brittiska gevärsskyttar i slutet av 1700-talet. Det nuvarande brittiska kungahuset har sitt ursprung i ätten Hannover, som egentligen var en gren av ätten Braunsweig, och Brunswick Green fick därför ett nationellt symbolvärde i Storbritannien (Brunswick är det engelska namnet på Braunsweig). Från slutet av 1800-talet och framåt valde många brittiska järnvägsföretag, som Great Western Railway (GWR), att måla sina lokomotiv i den färgen, och det nationellt sinnade tävlandet och kopplingen till höga farter kan ha gjort att denna nyans lånades till tävlingsbilarna (GWR-lokomotiv var länge de snabbaste landfordon som fanns).
På 1920-talet hade Bentley stora framgångar vid 24-timmarsloppen i Le Mans, och alla deras bilar var då mellan- till mörkgröna. Det första belagda bruket av den mörkaste gröna färgen var på den Bugatti som britten William Grover-Williams körde i det allra första Monacos Grand Prix, 1928. Denna färg kom att bli känd som British Racing Green och betraktades som en halvofficiell nyans, särskilt under 1950- och 1960-talen när brittiska stall som Vanwall, Cooper, Lotus och BRM var framgångsrika i formel 1, och alla dessa hade olika nyanser av mörkgrönt. För att spegla sina långa traditioner inom bilsporten behöll emellertid Napier och Aston Martin de ljusare nyanserna av grönt, och skotska stall som Ecurie Ecosse och Rob Walker Racing använde mörkblått. Brabham-stallet använde också en nyans av british racing green, trots att det från början inte var brittiskt utan australiensiskt. Eftersom Australien var medlem i Samväldet var den australiska grundfärgen densamma som den brittiska men med tillägg av en gyllene (senare gul) rand; guld och grönt är de traditionella landslagsfärgerna för Australien i de flesta sporter.
Efter påverkan från flera stall, kanske särskilt Lotus som ville använda sina senare betraktade som klassiska Gold Leaf-färger på Lotus 49, lättades sponsorreglerna i formel 1 1968. 1970 fattade FIA det formella beslutet som gav formel 1 undantag från reglerna om nationalfärger och den tidigare så vanliga gröna färgen försvann snart och ersattes med färgscheman som visade sponsorernas märken. Detta undantag har sedan dess utökats till att gälla alla racingdiscipliner, såvida inte särskilda regler kräver att nationalfärger skall användas.
Den klassiskt gröna färgen återupplivades i formel 1 av Jaguar inför 2000 års säsong, men sedan stallet såldes av Ford till Red Bull och ombildades till Red Bull Racing, så kom stallet att använda Red Bulls egna färger. Även andra traditionella brittiska bilfabrikanter har tidvis återkommit till den gröna färgen. Bentley återkom tillfälligt till Le Mans 2003 och vann tävlingen med sin Bentley Speed 8, som var målad i en väldigt mörk nyans av british racing green, och Aston Martin har återkommit till racing med sin DBR9 som, typiskt för Aston Martin, hade en ljus british racing green.
På grund av de många framgångarna för brittiska racingstall genom åren, har British Racing Green blivit en populär färg på många brittiska sportbilar och lyxbilar, liksom för Mini Cooper, den nyare Minin och även på den japanska Mazda MX-5, vars formgivning har lånat många drag av den brittiska Lotus Elan från 1960-talet. British Racing Green var traditionellt inte någon metallicfärg, men tenderar att vara det på nyare bilar, eftersom många bilfabrikanter bara erbjuder ett mindre antal "solida" färger.